# 3기 돌씨앗배 프로시니어기전
3기 돌씨앗배 프로시니어기전은 TV 속기전이 참가한 만 45세 이상 중견기사 만을 대상으로 대결한 국내 바둑 TV 속기전이다. 결승에서는 서봉수 九단이 도전5강 주인공 이었던 강훈(大) 九단을 2대 1로 꺾고 역전 우승하며 3연패하여 통산 3회 우승을 차지했다.  우승상금은 1,200 만원이며, 이후 시상식은 서울 종로구 소공동(법정동)(태평동 2가-행정동) 소재지인 서울프라자호텔(더 플라자 호텔)에서 거행했다.  

## 대국 결과
| 대진       | 연도   | 대국일자 | 승자          | 패자          | 결과             | 기보 |
| ---------- | ------ | -------- | ------------- | ------------- | ---------------- | ---- |
| 본선 8강전 | 2003년 | 3월 26일 | 강훈(大) 九단 | 김동엽 七단   | 259수 흑 2집반승 |      |
| 결승 1국   | 2003년 | 5월 3일  | 강훈(大) 九단 | 서봉수 九단   | 169수 흑 불계승  |      |
| 결승 2국   | 2003년 | 5월 12일 | 서봉수 九단   | 강훈(大) 九단 | 153수 흑 불계승  |      |
| 결승 3국   | 2003년 | 5월 19일 | 서봉수 九단   | 강훈(大) 九단 | 225수 흑 불계승  |      |

## 특이 사항
- 최종 결승전의 결승 3번기에서만 흑번필승